# Dziedziczne zapalenie trzustki
Dziedziczne zapalenie trzustki – rzadka genetyczna choroba dotykająca produkcję enzymów w trzustce. Mutacja wywołuje w organie produkcję nieprawidłowego trypsynogenu, odpornego na dezaktywację przez autolizę. Prawidłowo mechanizm ten zapobiega jego aktywacji w obrębie samej trzustki. Niemniej synteza patologicznej wersji enzymu, wywołuje reakcję łańcuchową, co pociąga za sobą trawienie trzustki przez samą siebie.

## Epidemiologia
Liczba przypadków tego schorzenia na terenie USA jest oceniana na 1000.

## Etiologia
O związek z tą chorobą podejrzewane są mutacje w genach PRSS1 i SPINK1.

## Objawy i przebieg
Symptomami są tu nawracające napady ostrego zapalenia trzustki, których objawami są m.in.: ostre bóle brzucha, nudności, wymioty, zaparcie, jak też biegunki. W około połowie przypadków problem rozwija się w chroniczne zapalenie, które poważnie uszkadza trzustkę. Zazwyczaj testy laboratoryjne przeprowadzane w czasie ataku pokazują wysokie poziomy amylazy i lipazy. Pierwszy atak następuje przeważnie w ciągu pierwszych dwóch dekad życia, choć jest prawdopodobny w dowolnym wieku.
Dodatkowo dziedziczne zapalenie trzustki jest połączone ze zwiększonym zagrożeniem rakiem trzustki.